# William Baumol

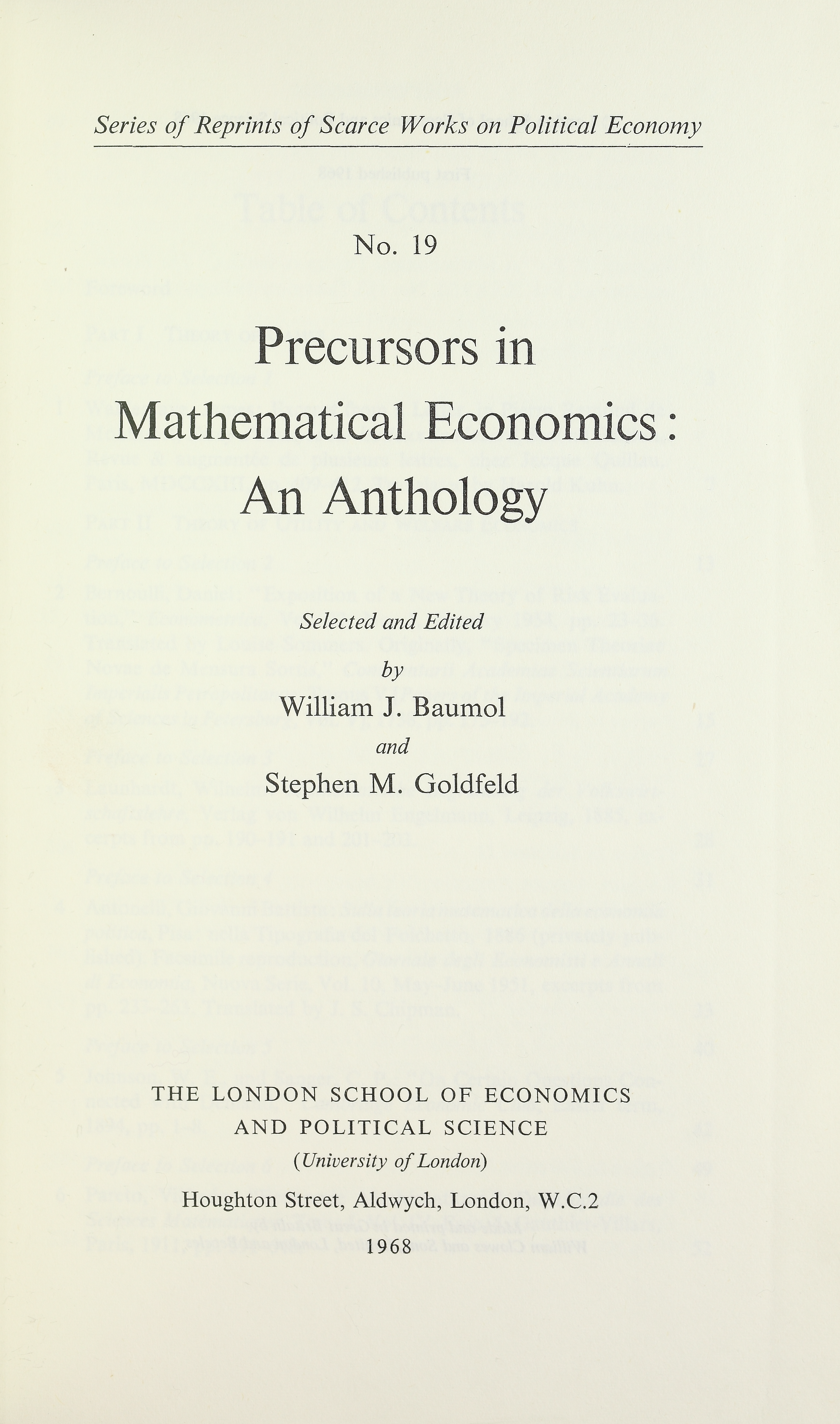
Precursors in mathematical economics, 1968

William Jack Baumol (ur. 26 lutego 1922 w Nowym Jorku, zm. 4 maja 2017 tamże) – amerykański ekonomista. Współtwórca teorii rynków kontestowalnych, kontrybutor do teorii pieniądza, teorii rynków płacy.

## Wybrane prace
- William J. Baumol, John C. Panzar i Robert D. Willig Contestable Markets and the Theory of Industry Structure, 1982.